# Tibellus jabalpurensis
Tibellus jabalpurensis es una especie de araña cangrejo del género Tibellus, familia Philodromidae. Fue descrita científicamente por Gajbe & Gajbe en 1999.

## Distribución
Esta especie se encuentra en India.